# Cristian Olivero
Cristian Felipe Olivero Toro (26 de enero de 2004) es un deportista chileno que compite en taekwondo. Ganó una medalla de bronce en el Campeonato Panamericano de Taekwondo de 2021 en la categoría de –63 kg.

## Palmarés internacional
| Campeonato Panamericano | Campeonato Panamericano | Campeonato Panamericano | Campeonato Panamericano |
| Año                     | Lugar                   | Medalla                 | Categoría               |
| ----------------------- | ----------------------- | ----------------------- | ----------------------- |
| 2021                    | Cancún (México)         | Medalla de bronce       | –63 kg                  |